# Маридул (Великопольське воєводство)
Маридул (пол. Marydół, нім. Marienthal) — село в Польщі, у гміні Остшешув Остшешовського повіту Великопольського воєводства.
Населення — 315 осіб (2011).
У 1975-1998 роках село належало до Каліського воєводства.

## Демографія
Демографічна структура станом на 31 березня 2011 року:
|          | Загалом | Допрацездатний вік | Працездатний вік | Постпрацездатний вік |
| -------- | ------- | ------------------ | ---------------- | -------------------- |
| Чоловіки | 170     | 45                 | 112              | 13                   |
| Жінки    | 145     | 29                 | 82               | 34                   |
| Разом    | 315     | 74                 | 194              | 47                   |